# Clématite des Alpes
Clematis alpina
Espèce
Classification phylogénétique
La clématite des Alpes (Clematis alpina), appelée aussi Atragène des Alpes, est une espèce de plantes à fleurs de la famille des Renonculacées.

## Description
L’Atragène ou Clématite des Alpes est une plante ligneuse grimpante.
Elle possède des tiges anguleuses et sans appui. Elle pousse au ras du sol et s'élève lorsqu'elle trouve sur sa trajectoire des arbres ou arbrisseaux pour s'y attacher à l'aide des pétioles de ses feuilles. Les feuilles sont opposées et composées de trois folioles lancéolées, dentées et légèrement pubescentes. Les sépales de ses fleurs sont bleus ou violets, rarement blancs. 
Elle ﬂeurit en avril et mai. 

Dans les jardins, sa culture, ne demande pas de soin particulier. Un mélange de terre franche et de terreau de bruyère suffit à sa croissance, mais il est préférable de la rentrer en hiver.

## Répartition
Cette plante croît spontanément dans les Alpes de la France, de la Suisse, de l’Italie et de l’Autriche. On la trouve aussi en Sibérie.

## Variétés et cultivars
- Clematis Alpina sibirica alba
- Clematis Alpina sibirica ‘Finland’
- Clematis Alpina ‘Alborosea’
- Clematis Alpina ‘Brunette’
- Clematis Alpina 'Francis Rivis'
- Clematis Alpina ‘Pamela Jackman’
- Clematis Alpina 'Foxy'
- Clematis Alpina 'Willy'
- Clematis Alpina 'Frankie'

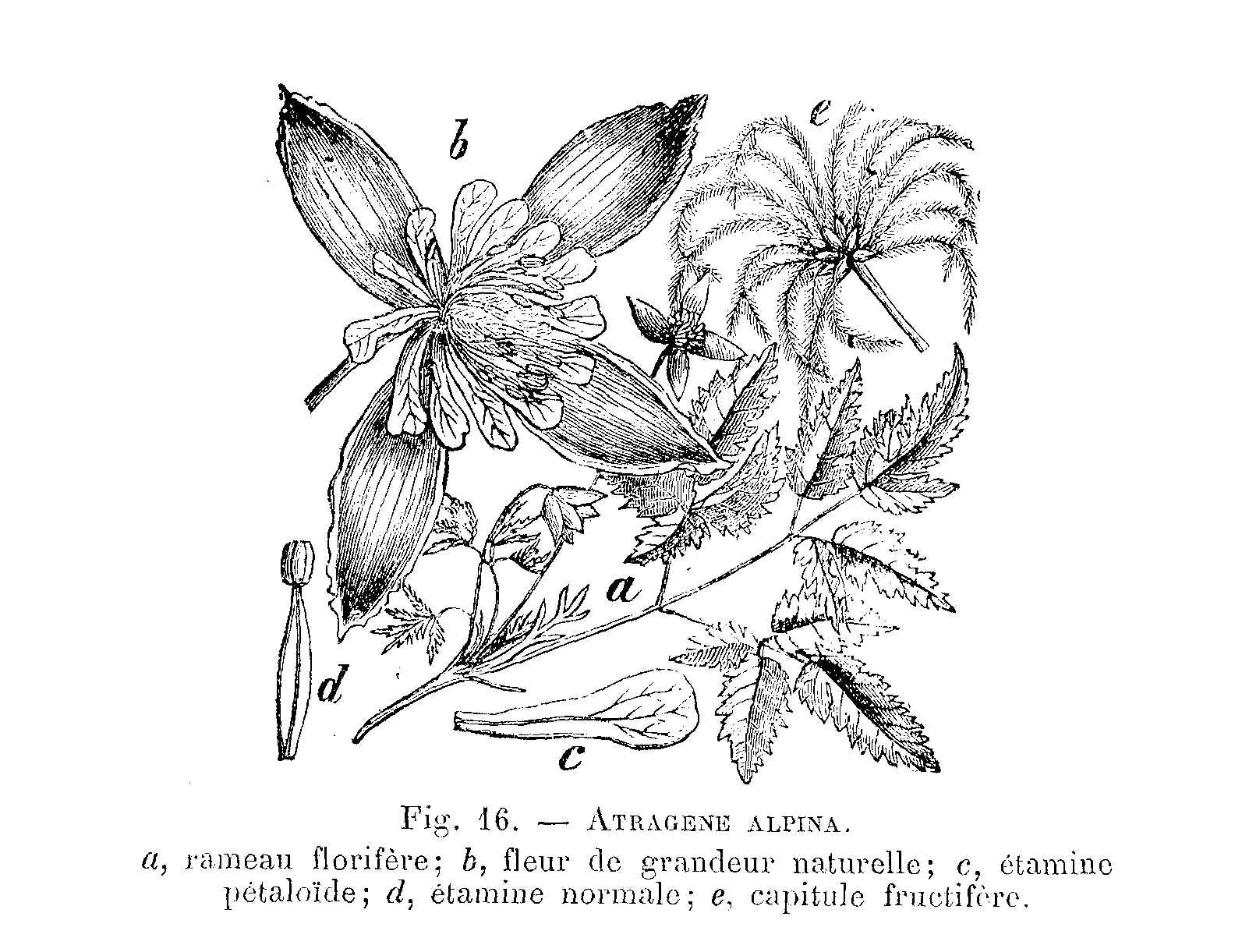
Clematis alpina.
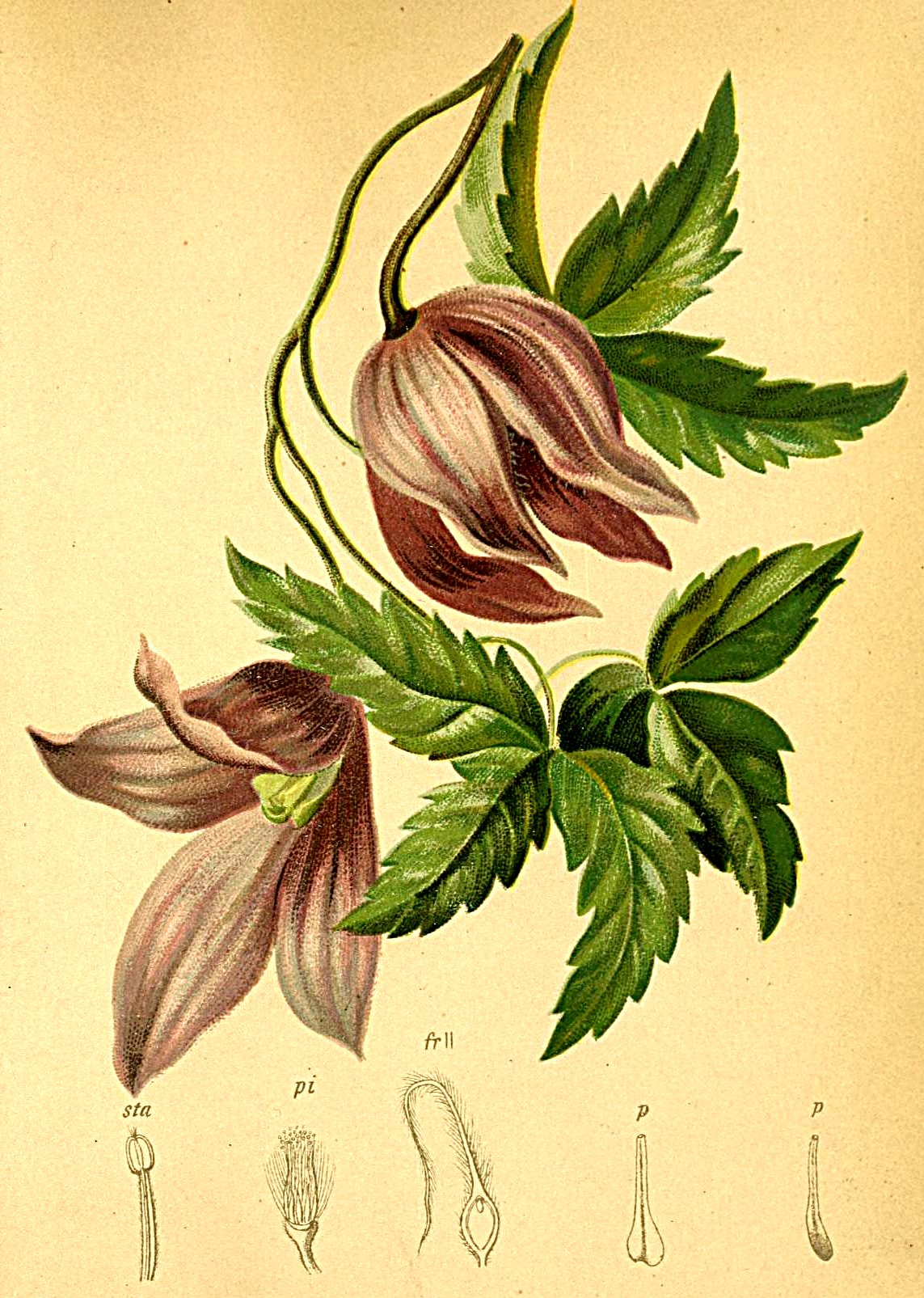
Clematis alpina.
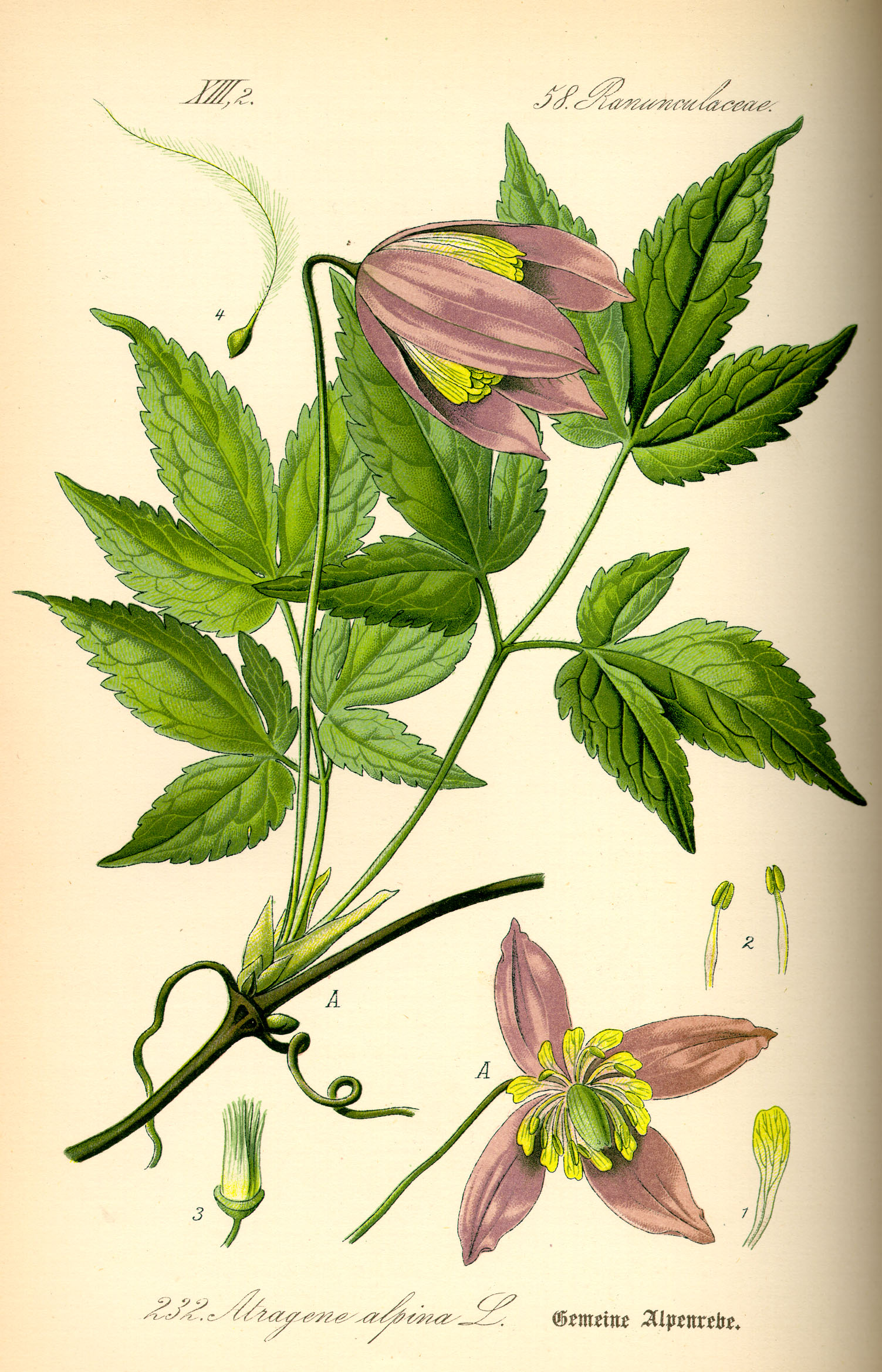
Clematis alpina.
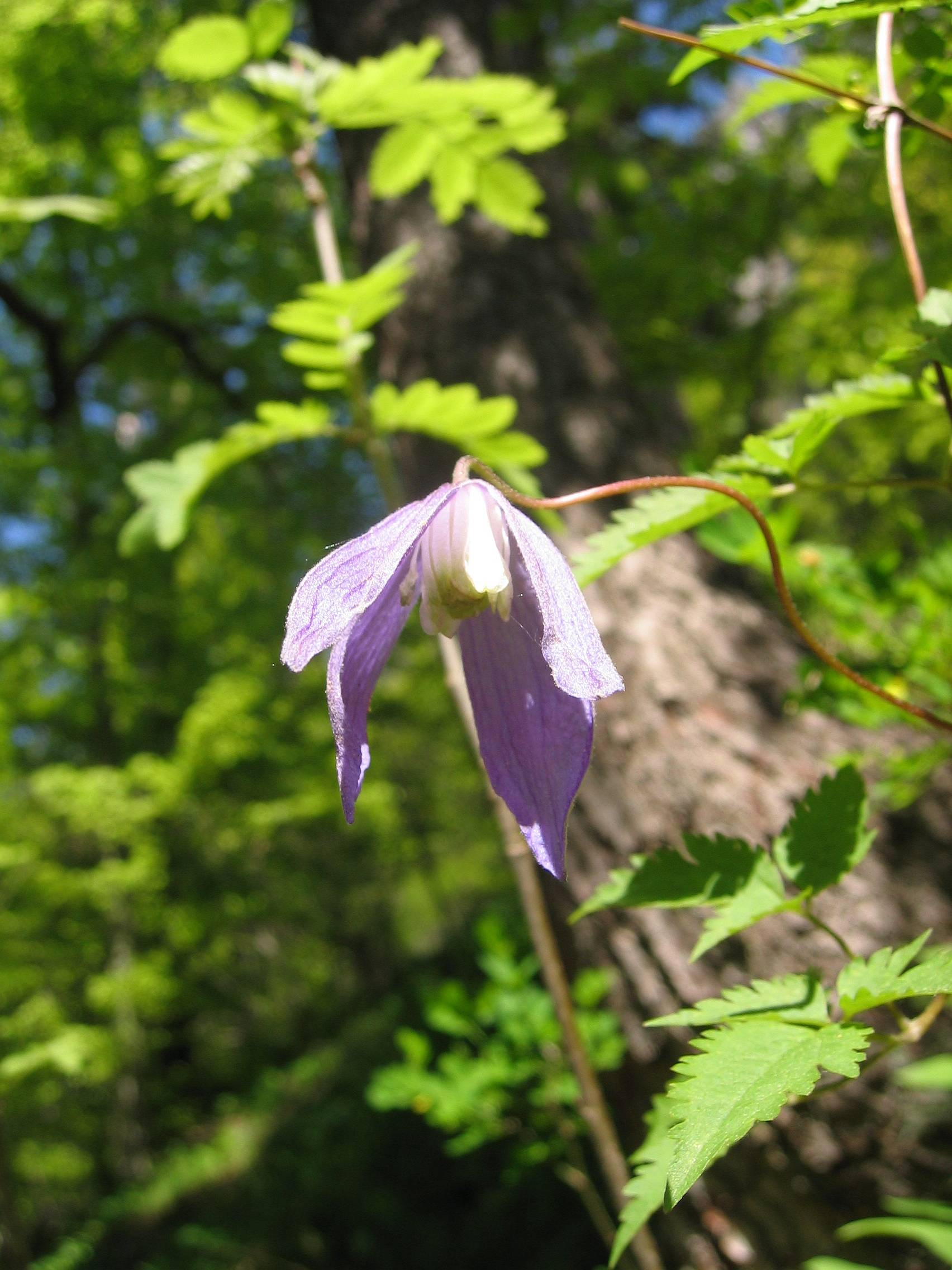
Clematis alpina.
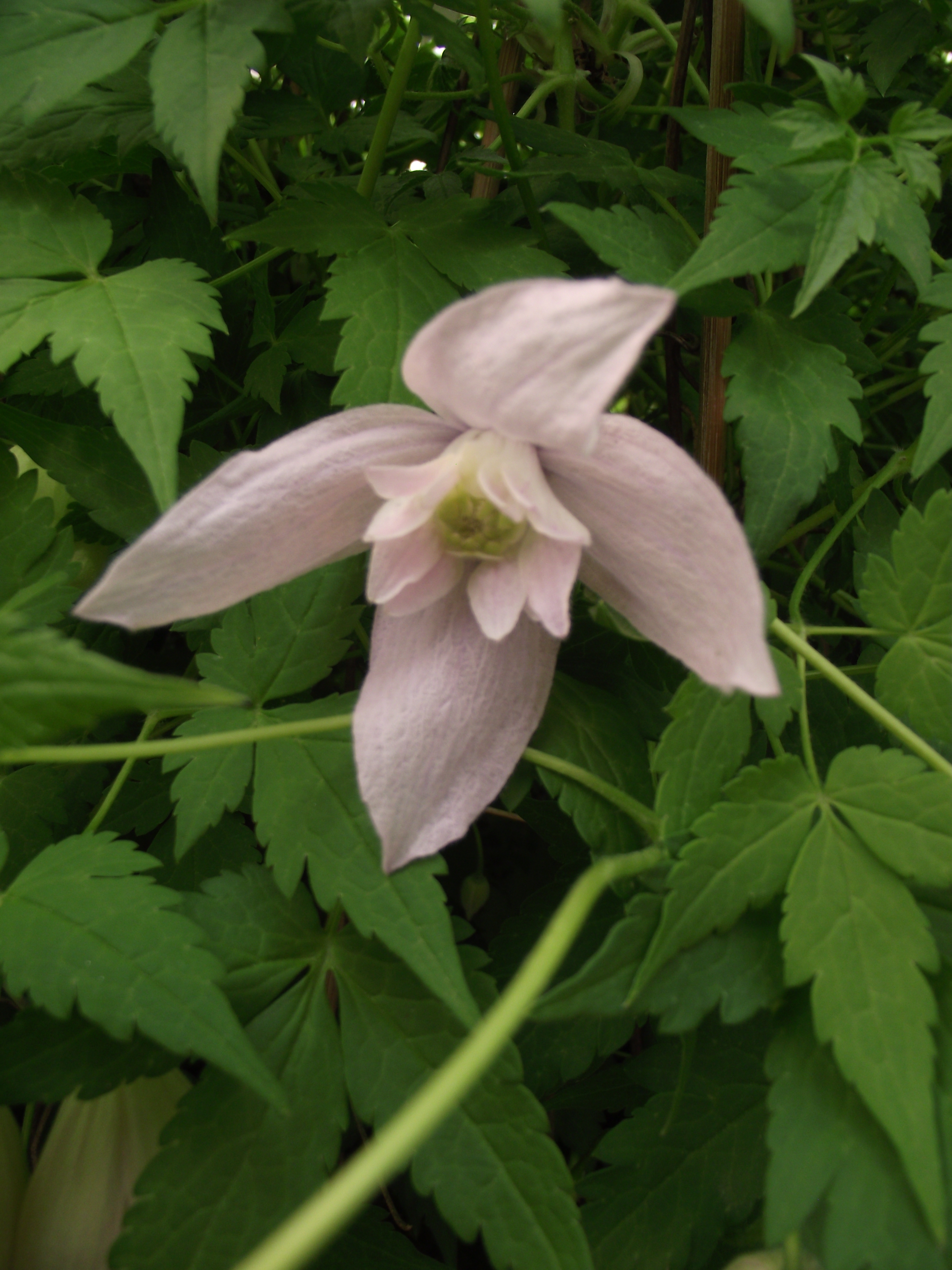
Clematis alpina.
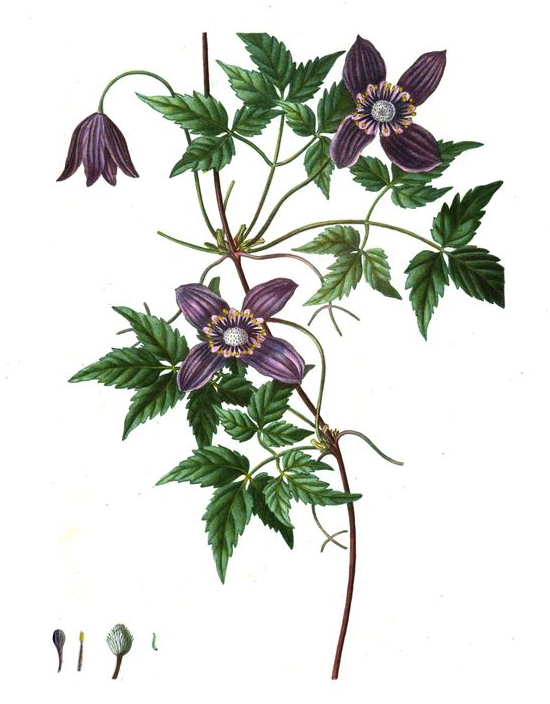
Atragène ou Clématite des Alpes.